# Santa Maria della Misericordia (Nápoly)
A Santa Maria della Misericordia egy nápolyi templom. 1601-ben építették egy már meglévő templom helyén. 1658-ban egy intézetet építettek a templom mellé a szegények megsegítésére. Az átépítést Francesco Antonio Picchiatti végezte. A belső nyolcszög alaprajzú. A templomban látható Caravaggio Könyörületes Szűz című festménye illetve Battistello Caracciolo, Francesco De Mura és Luca Giordano alkotásai.